# آبشار تریپاراپو
آبشار تریپاراپو (به انگلیسی: Tirparappu Waterfalls) آبشاری است که در تامیل نادو واقع شده و ارتفاع کلی ریزشگاه آن ۵۰ پا است.